# Lucy Maud Montgomery
Lucy Maud Montgomery OBE (30 tháng 1 năm 1874 – 24 tháng 4 năm 1942), được biết đến rộng rãi dưới tên L.M. Montgomery. Bà là nhà văn người Canada nổi tiếng với sê-ri truyện viết về cô bé Anne tóc đỏ. Bà tiếp tục viết 20 cuốn tiểu thuyết cùng với khoảng 500 truyện ngắn và thơ.

## Thời trẻ
Lucy Maud Montgomery sinh ngày 30 tháng 1 năm 1874 tại Cliffon (nay là New England), thuộc đảo Hoàng Tử Edward, Canada. Mẹ của bà là Clara Woolner Macneill Montgomery mất vì bệnh lao khi bà chưa được 2 tuổi. Bố của bà, Hugh Montgomery, gửi bà cho ông bà ngoại chăm sóc. Mặc dù sống với ông bà nhưng tuổi thơ của bà khá đơn độc, vì vậy bà thường tạo ra một thế giới tưởng tượng xung quanh để vơi đi nỗi cô đơn, và từ đó trí tưởng tượng phong phú của bà được phát triển.
Tháng 11 năm 1890, tác phẩm đầu tiên của Lucy Maud Montgomery, một bài thơ tên là "On Cape LeForce" đã được đăng lên một tờ báo địa phương ở Charlottetown là Daily Patriot. Năm 1883, bà được nhận vào trường Đại học Prince of Wales ở Charlottetown. Năm 1895 và 1896, bà theo học khoa văn tại trường đại học Dalhousie ở Halifax, Nova Scotia.

## Sự nghiệp và gia đình
Sau khi rời trường Dalhousie, bà đã từng có thời gian làm giáo viên dù không thực sự thích nghề dạy học. Từ năm 1897, bà bắt đầu sáng tác truyện ngắn cho nhiều tờ báo và tạp chí. Bà viết khá nhiều và cho đến năm 1907, bà đã có trên 100 truyện ngắn được đăng. Năm 1908, bà cho xuất bản cuốn tiểu thuyết đầu tiên là "Anne of Green Gables" ("Anne tóc đỏ dưới chái nhà xanh"). Ba năm sau, bà lấy Ewan Macdonald (1870–1943) và chuyển về Ontario.

## Các tiểu thuyết đã xuất bản
- Anne of Green Gables (Anne tóc đỏ dưới chái nhà xanh) (1908)
- Anne of Avonlea (Anne tóc đỏ làng Avonlea) (1909) -  (phần tiếp theo của Anne of Green Gables)
- Kilmeny of the Orchard (1910)
- The Story Girl (1911)
- The Golden Road (1913) (phần tiếp theo của The Story Girl)
- Anne of the Island (Anne tóc đỏ ở đảo Hoàng Tử Edward) (1915) (phần tiếp theo của Anne of Avonlea)
- Anne's House of Dreams (Anne tóc đỏ và Ngôi nhà Mơ Ước) (1917) (phần tiếp theo của Anne of Windy Poplars)
- Rainbow Valley (Thung lũng Cầu Vồng) (1919) (phần tiếp theo của Anne of Ingleside)
- Rilla of Ingleside (Rilla dưới Mái nhà Bên Ánh Lửa) (1921) (phần tiếp theo của Rainbow Valley)
- Emily of New Moon (1923) - Emily ở trang trại Trăng Non
- Emily Climbs (1925) (phần tiếp theo của Emily of New Moon)
- The Blue Castle (1926)
- Emily's Quest (1927) (phần tiếp theo của Emily Climbs)
- Magic for Marigold (1929)
- A Tangled Web (1931)
- Pat of Silver Bush (1933)
- Mistress Pat (1935) (phần tiếp theo của Pat of Silver Bush)
- Anne of Windy Poplars (Anne tóc đỏ dưới mái nhà Bạch Dương) (1936) (phần tiếp theo của Anne of the Island)
- Jane of Lantern Hill (1937)
- Anne of Ingleside (Anne dưới Mái nhà Bên Ánh Lửa) (1939) (phần tiếp theo của Anne's House of Dreams)
- The Blythes Are Quoted (2009) (phần tiếp theo của Rilla of Ingleside)